# Нфон, Агапит Энуйэньо
Агапит Энуйэньо Нфон (Agapitus Enuyehnyoh Nfon; 11 февраля 1964 года, Шишонг, Камерун) — первый епископ Кумбы с 15 марта 2016 года.

## Биография
Родился в 1964 году в селении Шишонг. После получения школьного образования изучал богословие и философию в Высшей духовной семинарии Святого Фомы Аквинского в Бамбуи. В последующем обучался в Католическом университете Центральной Африке (UCAC). Получил лицензиат по каноническому праву. В это же время работал в приходе Святых Петра и Павла в Симбоке. 22 марта 1991 года рукоположён в священники для служения в епархии Кумбо. В последующие годы: викарий в приходе Святой Терезы в Сопе и кафедральном соборе Святой Терезы в Кумбо (1991—1992), администратор школ в приходах Кумбо и Мелуфе (1991—1993), капеллан и преподаватель в Колледже Святого Августина в Кумбо (1992—1993), приходской священник в приходе Святого Пия X в Татуме (1993—1994), секретарь епископа Кумбо (1994—1995), финансовый секретарь епархии Кумбо (1995—1996), директор Колледжа Святого Августина в Кумбо и епархиальный капеллан Ассоциации католических женщин, CWA (1996—1998).
С 1998 по 2001 года обучался для получения лицензиата в Августианском институте патристики в Риме. После возвращения в Камерун с 2001 года — воспитатель Высшей духовной семинарии Святого Фомы Аквинского в Бамбуи. С 2004—2005 года — экономист и с 2005 по 2011 года — ректор этой же семинарии. С 2007 по 2011 года — член Коллегии консультантов епархии Кумбо.
8 апреля 2011 года Римский папа Бенедикт XVI назначил его вспомогательным епископом архиепархии Баменды и титулярным епископом Унизибиры. 31 мая 2011 года в кафедральном соборе в Кумбе состоялось его рукоположение в епископы, которое совершил Апостольский нунций в Камеруне архиепископ Пьеро Пьоппо в сослужении с архиепископом Баменды]] Корнелием Фонтемом Эсуа и архиепископом Дуалы кардиналом Кристианом Вийганом Туми.
15 марта 2016 года римский папа Франциск учредил новую епархию Кумбы и назначил его первым ординарием этой епархии.